# トヨタ・グランツァ
グランツァ（Glanza ）は、スズキが製造しトヨタブランドで販売している乗用車である。

## 概要
2017年2月にスズキとトヨタとの間で締結された業務提携に向けた覚書に基づき、トヨタからスズキへは「電動化技術や電動車の供給」として欧州市場向けにハイブリッド車のアクロス（RAV4 PHVのOEM）、スウェイス（カローラツーリングスポーツのOEM）が供給された。一方スズキからトヨタへは「小型車・小型パワートレーンの供給」として、インド・アフリカ市場向けに小型車のOEM供給が行われることになり、その一環としてインドで生産されるバレーノをOEM供給することになったものである。インド市場向けには「グランツァ」、アフリカ市場向けには「スターレット」の車名が与えられる。
CNG仕様では1.2Lの直列4気筒エンジンを搭載し、トランスミッションはCVTと5速MTが設定されている。最高出力で77.5ps圧縮天然ガス1キロ当たりの燃費は31.61kmとなる。
同様にスズキからトヨタはインド市場向けに2代目アーバンクルーザー（ビターラブレッツァのOEM）が供給される他、セダンのシアズとミニバンのエルティガの供給が予定されている。

## 歴史
- 2019年6月6日 - インド市場においてグランツァ名義での発売が発表される[4]。

- 2020年9月 - スターレット名義で南アフリカ市場に投入されることが発表される[5]。
- 2022年11月- CNG仕様を追加[3]。